# Xiaonan Ma
Xiaonan Ma (1972) é um matemático chinês, que estudou na França e onde é professor.
Ma obteve o bacharelado em matemática em 1993 na Universidade de Wuhan, com um doutorado em 1998 na Universidade Paris-Sul, orientado por Jean-Michel Bismut, com a tese Formes de torsion analytique et familles de submersions, onde obteve em 2005 a habilitação (Théorie de l'indice local et applications). Em 2001 foi Chargé de Recherche do Centre national de la recherche scientifique (CNRS) no Centre de Mathématiques Laurent Schwartz da École Polytechnique. Em 2007 foi professor na Universidade Paris VII (Denis Diderot).
Recebeu com Georges Marinescu o Prêmio Ferran Sunyer i Balaguer de 2006 pelo livro Holomorphic Morse inequalities and Bergman kernels e o Prêmio Sophie Germain de 2017. Foi palestrante convidado do Congresso Internacional de Matemáticos em Hyderabad (2010: Geometric quantization on Kähler and symplectic Manifolds).

## Obras
Livros:
- com G. Marinescu: Holomorphic Morse inequalities and Bergman kernels, Birkhäuser, Progress in Mathematics 254, 2007
- com W. Zhang: Bergman kernels and symplectic reduction, Astérisque, Volume 318, 2008
- Editor com X. Dai, R. Léandre, W. Zhang: From Probability to Geometry. Volume in honor of the 60th birthday of Jean-Michel Bismut, 2 Volumes, Astérisque 327, 328, 2009
- Editor com Jean-Benoît Bost, Helmut Hofer, François Labourie, Yves Le Jan, Weiping Zhang: Geometry, analysis and probability – in honor of Jean-Michel Bismut, Progress in Mathematics 310, Birkhäuser 2017

Artigos selecionados:
- Formes de torsion analytique et familles de submersions, Bull. Soc. Math. de France, Volume 127, 1999, p. 541–562
- com K. Liu: On family rigidity theorems 1, Duke Math. J., Volume 102, 1999, p. 451–474
- Orbifolds and analytic torsions, Transactions AMS, Volume 357, 2005, p. 2205–2233
- com X. Dai, K. Liu: Asymptotic expansion of the Bergman kernel, J. of Diff. Geom., Volume 72, 2006, p. 1–41
- com J. Brüning: An anomaly formula for Ray–Singer metrics on manifolds with boundary, Geometric and Functional Analysis, Volume 16, 2006, p. 767–837
- com G. Marinescu: Generalized Bergman kernels on symplectic manifolds, Advances in Mathematics, Volume 217, 2008, p. 1756–1815
- com G. Marinescu: Toeplitz operators on symplectic manifolds, Journal of Geometric Analysis, Volume 18, 2008, p. 565–611
- com G. Marinescu: Berezin-Toeplitz quantization on Kähler manifolds, J. Reine Angew. Math., Volume 662, 2012, p. 1–58